# Вампіри (фільм, 1998)
«Вампіри» (англ. Vampires) — американський фільм жахів 1998 року режисера Джона Карпентера.

## Сюжет
За завданням Ватикану Джек Кроу, потомствений мисливець на вампірів, і його друг, і напарник Монтойя безжально розправляються з вурдалаками, але їх головна мета — особливо небезпечний вампір Валек, уродженець Праги, 1300 року народження. У полюванні на вампіра Джеку і Монтойї допомагає молодий священик, озброєний знаннями з древніх трактатів про кровососів. Валек шукає в Штатах стародавнє розп'яття, що володіє особливою силою. Як відомо, вампіри бояться сонячних променів, що вбивають їх. Проведення магічного обряду з розп'яттям дозволить Валеку не боятися сонячного світла і зробить його всемогутнім. Мисливці за вампірами повинні поспішити, поки Валек ще вразливий, поки його ще можна вбити.

## У ролях
| Актор                   | Роль                    |
| ----------------------- | ----------------------- |
| Джеймс Вудс             | Джек Кроу               |
| Деніел Болдвін          | Ентоні Монтойя          |
| Шеріл Лі                | Катріна                 |
| Томас Йен Гріффіт       | Ян Валек                |
| Максіміліан Шелл        | Кардинал Альба          |
| Тім Гіні                | Отець Адам Гайтеу       |
| Марк Бун Джуніор        | Катлін                  |
| Грегорі Сьєрра          | Отець Джованні          |
| Кері-Хіроюкі Тагава     | Девід Дейо              |
| Томас Розалес мол.      | Ортега                  |
| Генрі Кінгі             | Ентоні                  |
| Девід Роуден            | Бембі                   |
| Кларк Коулмен           | Девіс                   |
| Марк Сівертсен          | патрульний              |
| Джон Фурлонг            | Отець Джозеф Моліна     |
| Анджеліна Торрес        | прибиральниця           |
| Джиммі Ортега           | вампір 1                |
| Гілберт Розалес         | вампір 2                |
| Даніель Бургіо          | вампірша 1              |
| Лаура Кордова           | вампірша 2              |
| Трой Робінсон           | володар 1               |
| Аніта Гарт              | володарка 2             |
| Джон Касіно             | володар 3               |
| Чад Стахелскі           | володар 4               |
| Стів Блелок             | володар 5               |
| Марджін Голден          | володарка 6             |
| Кріс Томас-Паломіно     | володарка 7             |
| Джулія МакФеррін        | перша повія             |
| Лорі Діллен             | друга повія             |
| Джейк Волкер            | шериф округу            |
| Майкл Гаддлстон         | власник мотелю          |
| Тодд Андерсон           | заступник шерифа        |
| Люче Рейнс              | продавець               |
| Денніс Е. Гарбер        | водій лімузина          |
| Роберт Льюіс Буш        | телеведучий             |
| Френк Дарабонт          | людина у Б'юіку         |
| Мона Гарсія             | повія                   |
| Кендіс Керкілс          | повія                   |
| Нева Лучеро             | повія                   |
| Гелен Морено            | повія                   |
| Дженіс Річмонд          | повія                   |
| Хуаніта Романо          | повія                   |
| Енн Ромеро              | повія                   |
| Еліза Валдез            | повія                   |
| Ейпріл Вінтерс          | повія                   |
| Лекс Ленг               | оповідач                |
| Джеймс «Дж. Р.» Поллард | багатий фермер в церкві |